# アーノッツ・ビスケット
アーノッツ・ビスケット (英語: Arnott's Biscuits Limited) はビスケットの他、ティムタムやシェイプスなどの製造元として知られるオーストラリア最大手のビスケット製造会社。1997年より、キャンベル・スープ・カンパニーの子会社となっている。

## 歴史

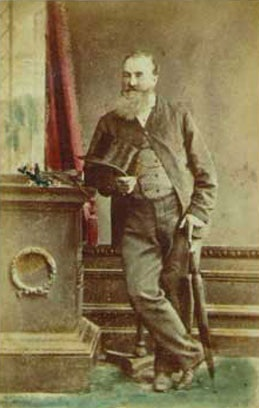
アーノッツの創始者、ウィリアム・アーノット

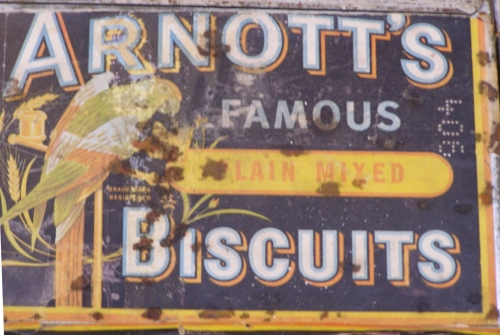
ニューサウスウェールズ州ヤングの博物館に展示されているビスケット缶

1847年、スコットランドの移民であったウィリアム・アーノットはオーストラリア・ニューサウスウェールズ州のモーペスにパン屋を開業した。
のちの1965年、アーノットはニューカッスルへと店を移転させると、ビスケットやパイを町の人々に提供し、地元の港へも商品の配送を行うようになった。
1975年まで同社は、ウィリアム・アーノットの子孫であるハルス・ロジャーズ・アーノット、ジオフェリー・H・アーノットらが会長を務める家族経営の会社だった。
オーストラリアで一般に最大手のビスケット製造会社としてみられるアーノッツ・ビスケットは、当初は地元であるニューサウスウェールズ州にて主に操業されており、クイーンズランド州バージニア（プレーンビスケット、クリームビスケット、塩ビスケットの生産に限られた）とビクトリア州シェパトンにも生産工場を持っていた。1960年代、オーストラリア市場で企業の合併や買収が相次ぎ、その結果としてオーストラリアン・ビスケット・カンパニーが設立された。
これにはアーノッツ・ビスケット以外にも、南オーストラリア州のアーノット・モッテラムやメンツ、
ビクトリア州のブロックホッフ・ビスケット (Brockhoff Biscuit) およびゲスト・ビスケッツ (Guest's Biscuits)、
さらには西オーストラリア州のミルズ・アンド・ウェアなどのビスケット会社が含まれていた。
のちにこのオーストラリアン・ビスケット・カンパニーは、アーノッツ・ビスケットへと社名を変えた。
吸収合併されたこれらの会社も、メンツ・ヨーヨー (Menz Yo-Yo)、ブロックホッフ・サラダ (Brockhoff Salada)、ゲスツ・テディベアーズ (Guest's Teddy Bears) など地域の商品として名前が残されている。
1997年、アーノッツ・ビスケットはクイーンズランド州に住む72歳の男性から毒を入れたとの脅迫を受けた。供述によればこの脅迫は南オーストラリア州および、ビクトリア州でアーノッツ モンテ・カルロ・ビスケットに毒物を仕掛けたというものだった。
これによりアーノッツ・ビスケットは大規模な製品の自主回収を実施するとともに、恐喝被害を受けたことを公表し、脅迫者の要求に応じて新聞1面での広告掲載を行った。
この事件は、証拠不十分として立件されず、脅迫者の男性が罪に問われることはなかった。
アーノッツ・ビスケットは製品の自主回収に2200万豪ドルを費やすことになったが、このような危機に際して、問題を包み隠さず実直に対処したと賞賛を受けた。
同年1997年には、1980年代以来アーノッツ・ビスケットの株主であった北アメリカのキャンベル・スープ・カンパニーがアーノッツ・ビスケットの全株を保有した。これにより同年以降アーノッツ・ビスケットはキャンベル・スープ・カンパニーの所有する子会社となった。
これにはオーストラリアの象徴はオーストラリアの会社として残るべきだという強い希望や、キャンベルが製品をアメリカ受けするように改変するのではという恐れから、多数の反対の声が挙がった。とはいえ、アーノッツ・ビスケットの生産工場はオーストラリア内に留まり、2002年9月には長期的観点から見た事業拡大計画の一環としてメルボルン工場を閉鎖すると同時にシドニー、アデレード、ブリスベンへと事業を拡大した。
　